# Đóng sách

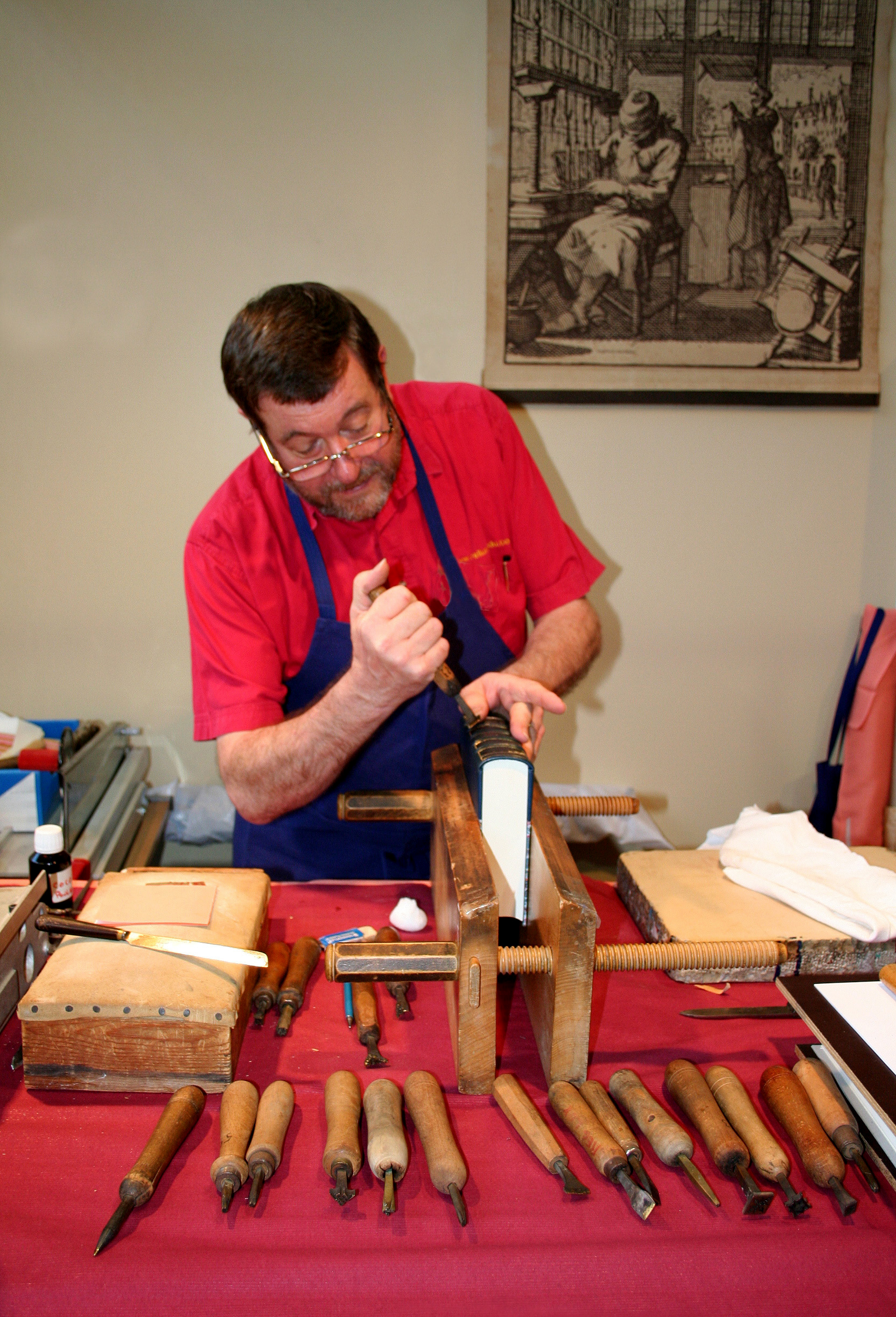
Một nghệ nhân đóng sách

Đóng sách (Bookbinding) hay đóng bìa sách là quá trình chế tác ra một cuốn sách thường ở định dạng Codex (cuốn biên ký đóng quyển/thiên ký thuật) từ một chồng những trang giấy được sắp thủ công bằng công cụ, dụng cụ của nghệ nhân hoặc những người thợ đóng sách trong xuất bản hiện đại khi thực hiện bằng một loạt quy trình tự động. Đầu tiên, người ta buộc các tờ giấy dọc theo mép bằng một cây kim dày và một sợi chỉ. Người ta cũng có thể sử dụng các vòng lá rời, trụ buộc, cuộn cột sống đôi, cuộn xoắn ốc bằng nhựa và lược cột sống bằng nhựa, nhưng chúng có tuổi thọ ngắn hơn. Tiếp theo, người ta bọc chồng giấy lại thành bìa. Cuối cùng, người ta đặt một tấm bìa hấp dẫn lên bảng và có thông tin của nhà xuất bản cũng như đồ trang trí nghệ thuật và hoàn thành quy trình đóng quyển để tạo ra một cuốn sách. Việc kinh doanh, thực hiện nghề đóng sách gồm hai phần: phần thứ nhất là văn phòng phẩm đóng sách (giấy da) cho những cuốn sách dự định sẽ biên chép viết vào đó, như sổ kế toán, nhật ký kinh doanh, sổ trang trắng, nhật ký khách hàng, tập vở, nhiều loại sách, nhật ký, nhật ký và danh mục đầu tư, thứ hai là in thư và giao dịch đóng sách.
Đóng sách là một nghề đòi hỏi phải đo lường, cắt và dán. Một cuốn sách hoàn thiện cần nhiều bước để hoàn thành. Điều này thường được xác định từ khối lượng các tài liệu cần thiết và bố cục của cuốn sách. Đóng sách kết hợp các kỹ năng từ ngành nghề làm giấy, nghề dệt và da, làm mô hình và thiết kế đồ họa để tạo ra một cuốn sách. Ví dụ: những trang này thiết kế và cắt trang, ghép các trang thành tờ giấy. Nghề đóng sách vừa là một nghề thủ công xuất phát từ sự sáng tạo, đam mê vừa là một quá biểu diễn nghệ thuật ra trong một nhà máy. Nhưng mỗi kiểu đóng sách luôn giải quyết được ba vấn đề trong việc đóng sách: (i) cách đóng các tờ giấy thành tập sách; (ii) cách che và bảo vệ các trang đóng bìa; và (iii) cách dán nhãn và trang trí bìa sách để bảo vệ các trang sách. Trong lịch sử, các nhà văn chương trong nền văn hóa Hy Lạp-La Mã đã viết những văn bản dài hơn dưới dạng cuộn giấy; những thứ này được cất giữ trong hộp hoặc giá đỡ có lỗ nhỏ, tương tự như giá đựng rượu hiện đại. Từ "cuốn sách" trong tiếng Anh hiện đại xuất phát từ tiếng Đức nguyên thủy chỉ về gỗ sồi nơi các tác phẩm viết đầu tiên được ghi lại. Cuốn sách kiểu codex, sử dụng các tờ giấy cói hoặc giấy da (trước khi làm giấy của Trung Quốc lan rộng ra bên ngoài Trung Quốc), được phát minh vào năm Đế chế La Mã vào thế kỷ thứ I sau Công nguyên.